# 绿腹蜂鸟
绿腹蜂鸟（学名：Saucerottia viridigaster）是雨燕目蜂鸟科的一种鸟类。
绿腹蜂鸟体重约3.7克，翼长约50.5毫米，嘴峰长约20.2毫米，喙宽度约2.3毫米，喙厚度约2毫米，跗蹠长约4.6毫米，尾长约29.1毫米。绿腹蜂鸟在其分布区内为留鸟，其栖息在半开放的高大树木组成的森林中，食性为草食性，主要食物来源是植物的花蜜。

## 亚种
- ：分布于哥伦比亚安第斯山脉的东坡。
- ：分布于委内瑞拉西部塔奇拉州的安第斯山脉。

以下4个亚种现已被拆分为单独的物种铜尾蜂鸟：
- ：分布于委内瑞拉南部的杜伊达峰。
- ：分布于委内瑞拉南部的内布利纳峰。
- ：分布于委内瑞拉南部的帕卡赖马山脉。
- ：分布于委内瑞拉南部、圭亚那和巴西最北部，曾被视为单独的物种铜色尾蜂鸟。[4]